# Live Songs
Live Songs je live album kanadskog pjevača Leonarda Cohena objavljen 1973. Na ploči se nalazi pet pjesama s albuma Songs from a Room, Cohenovog drugog studijskog albuma. Osim toga tu je i uglazbljena recitacija "Queen Victoria" kao i nekoliko manje ili više improviziranih pjesama. Većinski dio pjesama snimljen je 1972., osim pjesama"Please Don't Pass Me By (A Disgrace)" i "Tonight Will Be Fine", snimljenih 1970.

## Popis pjesama
Sve pjesme je napisao Leonard Cohen osim "Passing Through" (pjesma Dicka Blakesleea, aranžman L. Cohen).  Mjesto snimanja naznačeno je u zagradama.
1. "Minute Prologue" - 1:12 (London)
2. "Passing Through" - 4:05 (London)
3. "You Know Who I Am" - 5:22 (Bruxelles)
4. "Bird on the Wire" - 4:27 (Paris)
5. "Nancy" - 3:48 (London)
6. "Improvisation" - 3:17 (Paris)
7. "Story of Isaac" - 3:56 (Berlin)
8. "Please Don't Pass Me By (A Disgrace)" - 13:00 (London)
9. "Tonight Will Be Fine" - 6:06 (Isle of Wight-festival)
10. "Queen Victoria" - 3:28 (Tennessee)